# روکاشو، آئوموری
روکاشو، آئوموری (به لاتین: Rokkasho, Aomori) یک منطقهٔ مسکونی در ژاپن است که در Kamikita District واقع شده‌است. روکاشو ۲۵۳٫۶۸ کیلومترمربع مساحت و ۱۰٬۵۴۹ نفر جمعیت دارد.

## خواهرخوانده
شهر وارن (موریتز) خواهرخواندهٔ روکاشو، آئوموری هست.